# Wat Aranyik

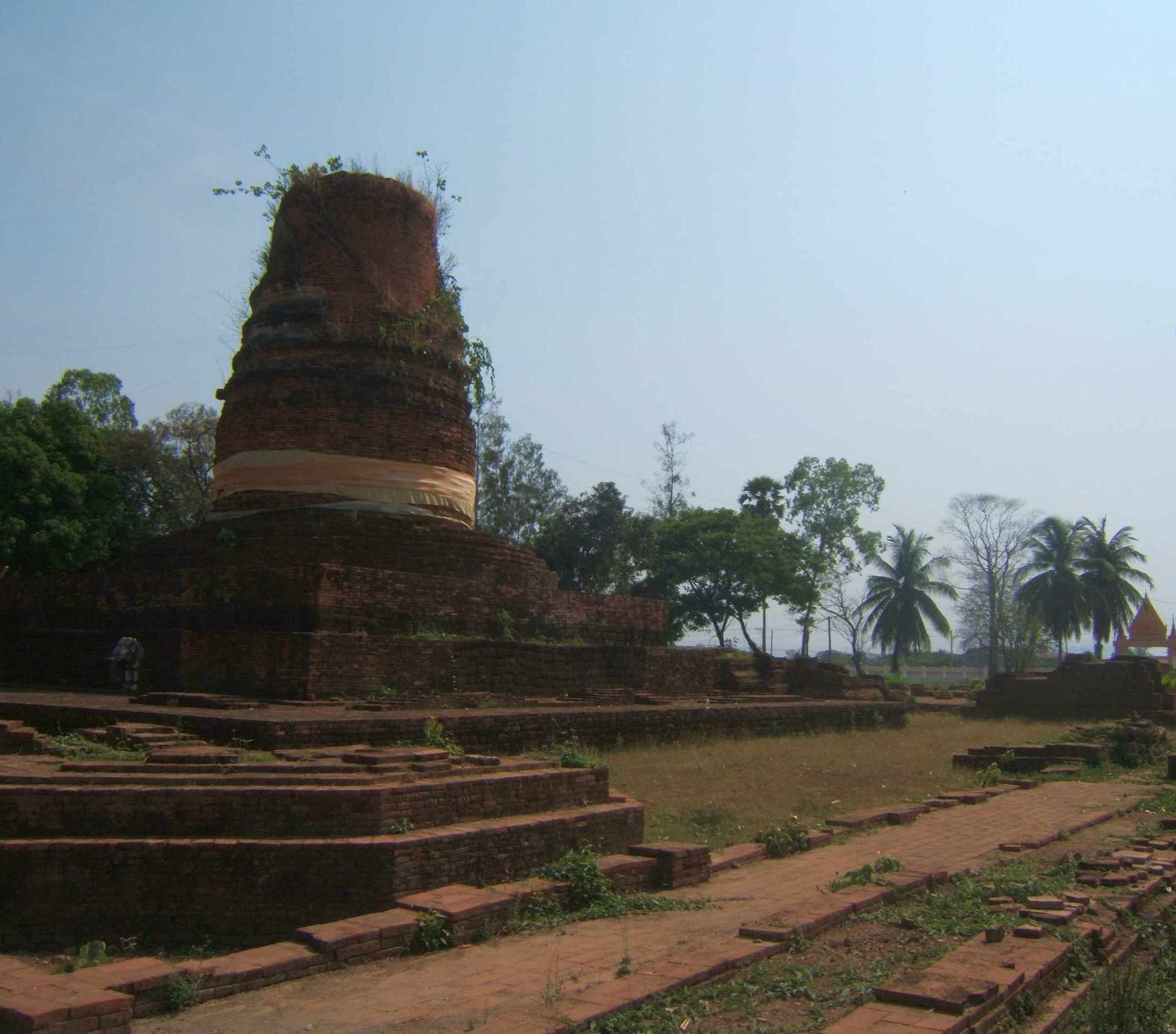
Wat Aranyik, Phitsanulok, Thailand.

Wat Aranyik (thaï : วัดอรัญญิก) est un temple historique de Phitsanulok, Thaïlande.

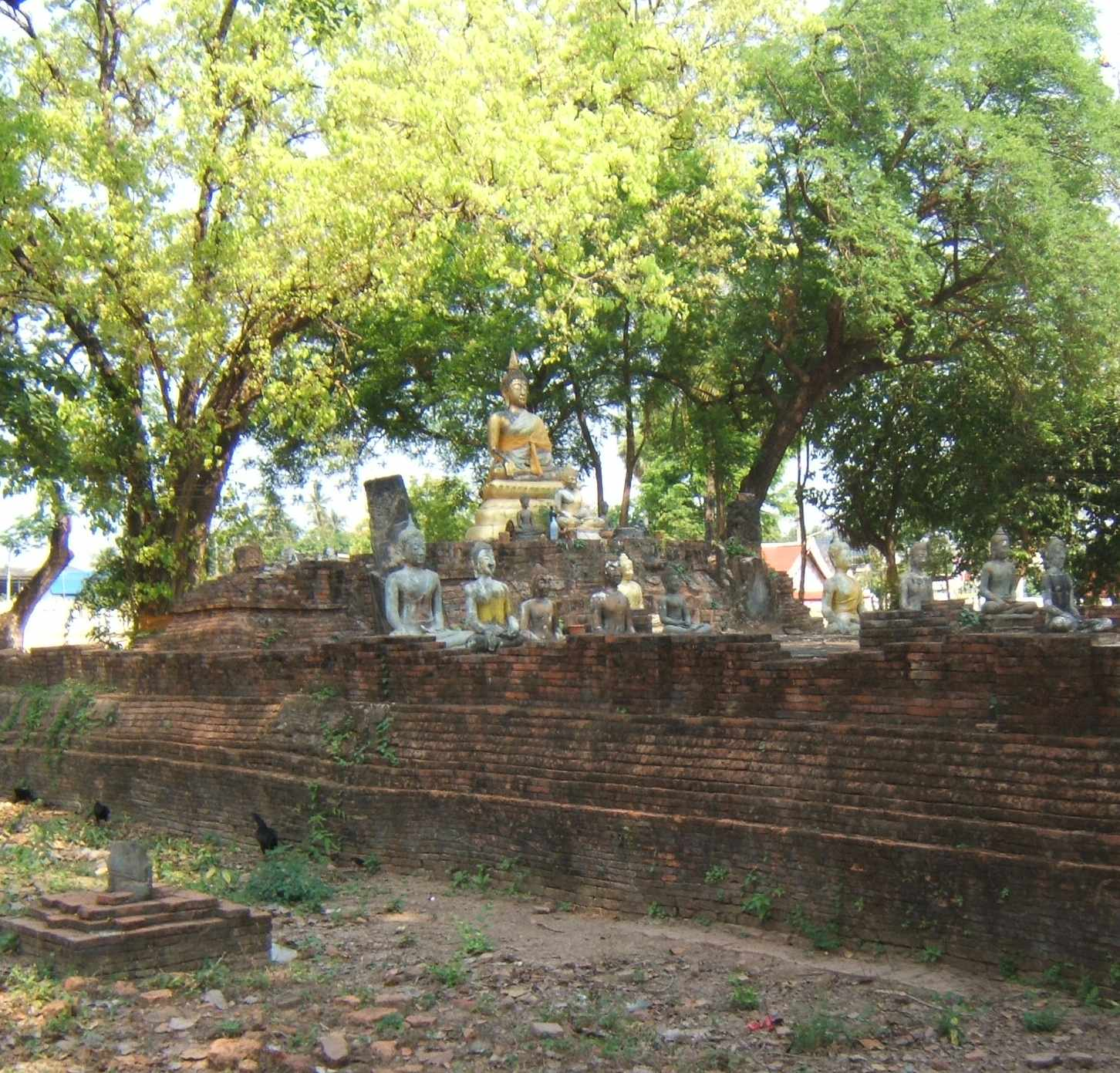
Wat Aranyik, Phitsanulok, Thailand.

## L’histoire
Wat Aranyik a été construit au cours de la Période Sukhothai.

## Caractéristiques
Sur le terrain du temple, il y a un temple moderne avec un monastère et des bâtiments modernes. Il y a aussi une grande zone de ruines où se dressait autrefois le vieux temple de la période de Sukhothai. Toujours présent depuis la construction originale du temple sont : un chedi historique et un certain nombre d’images de Bouddha. Une caractéristique unique du temple, c’est qu’il est entouré de douves.